# Voices on the Air: The Peel Sessions
| Recensione | Giudizio |
| ---------- | -------- |
| AllMusic   | [ 1 ]    |
| Stylus     | A+       |

Voices on the Air: The Peel Sessions è un album di sessioni dal vivo del gruppo musicale britannico Siouxsie and the Banshees, pubblicato il 23 ottobre 2006.

## Il disco
È composto da registrazioni della band negli anni 1977-1979 e 1981-1986 durante il programma di John Peel sulla BBC Radio 1.
Le prime due sessioni erano uscite in precedenza in vari EP, ma è la prima volta che tutte le Peel sessions vengono messe insieme in un cd.

## Tracce
Testi e musiche di Siouxsie and the Banshees, eccetto ove indicato.
1. Love in a Void – 2:39
2. Mirage – 2:40
3. Metal Postcard (Mittageisen) – 3:34
4. Suburban Relapse – 3:05
5. Hong Kong Garden – 2:41
6. Overground – 3:10
7. Carcass - 3:42
8. Helter Skelter – 3:30 (Lennon, McCartney)
9. Placebo Effect – 4:23
10. Playground Twist – 3:05
11. Regal Zone – 3:53
12. Poppy Day – 2:04
13. Halloween – 3:38
14. Voodoo Dolly – 6:30
15. But Not Them – 3:32 (The Creatures)
16. Into the Light – 4:21
17. Candyman – 3:46
18. Cannons – 3:19
19. Lands End – 6:18

- tracce 1-4 registrate il 29/11/77
- tracce 5-8 registrate il 06/02/78
- tracce 9-12 registrate il 09/04/79
- tracce 13-16 registrate il 10/02/81
- tracce 17-19 registrate il 28/01/86

## Formazione
- Siouxsie Sioux - voce
- Steven Severin - basso (1-14, 16-19)
- Budgie - batteria (13-19)
- John McKay - chitarra (1-12)
- Kenny Morris - batteria (1-12)
- John McGeoch - chitarra (13, 14 e 16)
- John Valentine Carruthers - chitarra (17 e 19)